# Pinkpop 1974
Pinkpop 1974 werd gehouden op 3 juni 1974 op het Sportpark Burgemeester Damen in Geleen. Het was de 5e van 17 edities van het Nederlands muziekfestival Pinkpop in Geleen, waar ook de eerste editie plaatsvond. Er waren circa 30.000 toeschouwers. Het weer was druilerig, met af en toe een bui.
Presentatie: Felix Meurders.

## Optredens
- Status Quo
- Steeleye Span
- Rory Gallagher
- Fungus
- Captain Beefheart
- Steve Harley & Cockney Rebel

Het geplande optreden van Dave Mason werd afgezegd.